# Rio Dărasca
O Rio Dărasca é um rio da Romênia, afluente do Mara, localizado no distrito de Maramureş.